# Christoph Friedrich Zilliger
Christoph Friedrich Zilliger (* in Hof (Saale); † 24. November 1693 in Braunschweig) war ein deutscher Buchdrucker, Buchhändler und Verleger.
Er veröffentlichte 1650 erstmals den heute noch verlegten Braunschweigischen Kalender, der damit der älteste kontinuierlich erscheinende Kalender im deutschsprachigen Raum ist.

## Leben und Werk
Der aus Hof im Vogtland stammende Zilliger erhielt am 1. Februar 1647 das Braunschweiger Bürgerrecht. Er heiratete am 1. April 1647 die Witwe des Buchdruckers Balthasar Gruber († 1645), der um 1634 in Braunschweig eine Druckerei gegründet hatte. Mit der Heirat übernahm Zilliger die Gruber’sche Druckerei, in der er vermutlich bereits zuvor gearbeitet hatte und führte diese in den folgenden Jahrzehnten sehr erfolgreich. Zilliger veröffentlichte seit 1650 den heute noch erscheinenden Braunschweigischen Kalender und gab seit 1680 die braunschweigische politische Zeitung heraus. Im Jahre 1678 begründete er zusätzlich einen Buchladen, wofür er einige Jahre mit dem Verlagsbuchhändler Caspar Gruber, dem Sohn seines Vorgängers, zusammenarbeitete. Sie erhielten am 14. März 1678 gemeinsam ein herzogliches Privileg, ihre Bücher und Papiere durch das ganze Fürstentum und in der Stadt Braunschweig zoll- und lizenzfrei aus- und einführen zu dürfen. Am 6. Juli 1680 wurde Zilliger und Gruber der Titel eines herzoglichen Hofbuchdruckers und Hofbuchhändlers verliehen. Daneben besaß Zilliger weitere Privilegien, darunter ein kurfürstlich-sächsisches Kalenderprivileg, ein Zeitungsprivileg und Privilegien für den Druck des Gesangbuchs und des Katechismus. Die Zusammenarbeit zwischen Zilliger und Gruber endete 1686, so dass es in der Folge zwei Buchhandlungen in Braunschweig gab. Zilliger kaufte 1681 die Druckerei von Johann Heinrich Duncker († 1680), wodurch seine Druckerei fortan konkurrenzlos in Braunschweig war. So beschäftigte Zilliger im Jahre 1691 elf Gesellen.
In zweiter Ehe war Zilliger seit 1680 mit der Ratsherrentochter Emerentia Wittekop verheiratet, nachdem seine erste Ehefrau 1679 gestorben war.
Zilliger starb 1693. Das Geschäft wurde zunächst von seiner Witwe und seit 1708 von beider Sohn Johann Georg Zilliger fortgeführt. Die Firma ging 1716 nach einem Konkurs in den Besitz des aus Lemgo stammenden Druckers und Buchhändlers Heinrich Wilhelm Meyer über.